# Безуглый, Анатолий Григорьевич
Анатолий Григорьевич Безуглый (укр. Анатолій Григорович Безуглий; род. 5 мая 1936, Каховка, Одесская область) — украинский государственный деятель, депутат Верховной рады Украины II созыва (1994—1998).

## Биография
Родился 5 мая 1936 года в Каховке.
Работал на строительстве Каховской ГЭС. С 1955 года работал мотористом силовой установки в Каховском лесхозе, с 1958 года — плотником, бетонщиком на строительстве Криворожского горно-обогатительного комбината[уточнить].
С 1961 года был воспитателем в Калининском детском доме, затем — старшим инструктором, директором Брянской всесоюзной турбазы. Окончил Харьковский педагогический институт и Челябинский педагогический институт. С 1970 года работал старшим преподавателем в Магнитогорском педагогическом институте, с 1981 года — школьным учителем в Каховке.
Являлся членом Коммунистической партии Украины[когда?], в дальнейшем с 1997 года был членом Прогрессивной социалистической партии Украины.
На парламентских выборах 1994 года был избран народным депутатом Верховной рады Украины II созыва от Новокаховского избирательного округа № 398 Херсонской области. В парламенте был членом Комитета по вопросам прав человека, национальных меньшинств и межнациональных отношений, входил в депутатскую группу «Единство».
На парламентских выборах 1998 года был кандидатом в народные депутаты Верховной рады Украины III созыва по избирательному округу № 187 Херсонской области, занял 10 место среди 19 кандидатов, избран не был. В дальнейшем был помощником-консультантом народного депутата Украины.
На парламентских выборах 2002 года был кандидатом в народные депутаты Верховной рады Украины IV созыва от «Блока Наталии Витренко», был № 23 в партийном списке, избран не был.